# Alberto Minnucci
Alberto Minnucci (Alatri, 10 luglio 1934 – 25 maggio 1995) è stato un giornalista italiano.

## Biografia
Fu dirigente dell'Ente Nazionale Orfani Lavoratori di Frosinone (ENAOLI). Minnucci per oltre 30 anni fu puntuale interprete dei bisogni della comunità locale nelle pagine de il Messaggero. Collaborò inoltre con Avvenire.
Fu eletto Consigliere Comunale ma quando fu ventilata l'incompatibilità della carica di Amministratore con l'attività di giornalista, Alberto non ebbe la minima esitazione e si dimise da Consigliere Comunale. Memorabili le sue battaglie contro il potere, testimoniate anche su Opera Aperta di Tarcisio Tarquini. I lettori sapevano di poter trovare nelle sue cronache non solo fatti ma anche vere e proprie frustate di ribellione civile e contro il potere burocratico. 
Per ricordare le sue battaglie nel 1996 è stato istituito il Premio giornalistico Alberto Minnucci. Tra i giornalisti che hanno ricevuto il premio vi sono Bruno Vespa, Carmen Lasorella, Lilli Gruber, Enzo Biagi, Giorgio Tosatti. 